# الجار الله
الجار الله قرية سعودية، تتبع مركز حداد بني مالك في محافظة ميسان بمنطقة مكة المكرمة. تقع في جنوب غرب مدينة الطائف بمسافة ( ) كم.